# Gand-Wevelgem 1959
La Gand-Wevelgem 1959, ventunesima edizione della corsa, si svolse il 4 aprile su un percorso di 221 km, con partenza a Gand e arrivo a Wevelgem. Fu vinta dal belga Léon Van Daele della Flandria-Dr. Mann davanti al suo connazionale Jos Hoevenaers e al francese Jacques Anquetil.

## Ordine d'arrivo (Top 10)
| Pos. | Corridore        | Squadra                  | Tempo    |
| ---- | ---------------- | ------------------------ | -------- |
| 1    | Léon Van Daele   | Flandria-Dr. Mann        | 5h10'16" |
| 2    | Jos Hoevenaers   | Faema-Guerra             | s.t.     |
| 3    | Jacques Anquetil | Helyett-Leroux-Fynsec    | s.t.     |
| 4    | Michel Stolker   | Saint-Raphaël            | s.t.     |
| 5    | Armand Desmet    | Groene Leeuw-Sinalco-SAS | s.t.     |
| 6    | Willy Vannitsen  | Ghigi-Ganna              | a 2'30"  |
| 7    | André Noyelle    | Bertin-Milremo-The Dura  | a 2'48"  |
| 8    | Gilbert Desmet   | Carpano                  | s.t.     |
| 9    | Karel Clerckx    | Groene Leeuw-Sinalco-SAS | s.t.     |
| 10   | Georges Decraeye | Flandria-Dr. Mann        | s.t.     |